# Polynesische Erdtaube
Die Polynesische Erdtaube (Pampusana erythroptera,  Syn.: Alopecoenas erythropterus, Gallicolumba erythroptera), auch Tahititaube oder Gesellschaftsinseln-Erdtaube genannt, ist eine sehr seltene Art der Taubenvögel. Der Bestand der Art wird auf 100 bis 200 Vögel geschätzt und die Population ist auf kleinen bewaldeten Inselchen stark fragmentiert. Auf einigen Inseln ihres ursprünglichen Verbreitungsgebietes ist sie mittlerweile ausgestorben. Ursache des Bestandsrückgangs ist die Nachstellung durch eingeführte Ratten und Katzen. Naturkatastrophen wie die in dieser Region häufiger auftretenden Hurrikane können zu einem weiteren Verlust an Lebensraum und Individuen führen. Die IUCN ordnet deshalb diese Art als vom Aussterben bedroht ein (Critically Endangered).

## Erscheinungsbild
Die Polynesische Erdtaube erreicht eine Körperlänge von knapp 25 Zentimetern. Es ist eine kleine, kompakt gebaute Erdtaube, die einen ausgeprägten Geschlechtsdimorphismus aufweist. Sie weist sehr viel Ähnlichkeit mit der Ponape-Erdtaube auf. Ihr Grau an Kopf und Bauch ist jedoch heller.
Die Männchen der Polynesischen Erdtaube haben ein weißes Gesicht und eine weiße Brust. Der Hinterkopf und die Ohrflecken sind dunkelgrau. Das übrige Gefieder ist schwarz. Der obere Mantel sowie die Flügeldecken schimmern kastanienbraun. Bei den Weibchen ist der Grauanteil im Gesicht und auf der Brust größer. Auffallend ist vor allem, dass die Kehle grau ist. Auf der Brust sind sie orange-braun. Das Körpergefieder ist eher graubraun. Ihnen fehlt der intensive kastanienbraune Glanz auf der Körperoberseite. Jungvögel gleichen den Weibchen. Bei ihnen haben jedoch viele Federn einen rotbraunen Saum.

## Verbreitung und Lebensraum

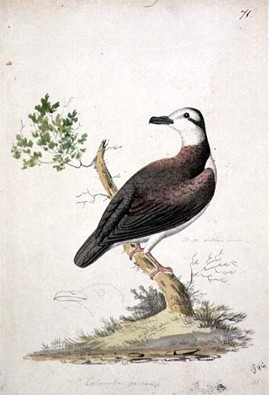
Polynesische Erdtaube gemalt von William Ellis

Das Verbreitungsgebiet der Polynesischen Erdtaube sind die Gesellschaftsinseln und der Tuamotu-Archipel. Sie war hier ursprünglich wohl auf allen Inseln verbreitet. Durch die Einführung von Ratten und Katzen kommt sie heute nur noch auf unbewohnten Inseln und kleinen Atollen vor, auf denen sich diese Arten noch nicht angesiedelt haben.
Sie kam mindestens bis 1987 noch auf Matureivavao vor. Auf zwei bewaldeten Inselchen des Rangiroa-Atolls wurden 1990 bis 1991 12 bis 20 Polynesische Erdtauben beobachtet. 2005 wurde auf einer der kleinen Inseln des Rangiroa-Atolls eine Rattenbekämpfungsaktion durchgeführt. 2006 fand man auf dieser Insel wieder neun Tauben. 2003 fand eine Expedition mehrere Tauben auf Morane, einer abgelegenen Insel des Tuamotu-Archipels. Damit verdoppelte sich die bekannte Population auf 100 bis 120 Tauben. Auf den Inseln, auf denen sie noch vorkommt, scheint sie Wälder mit einer gut entwickelten Unterschicht aus großen Büschen, Farnen und Gräsern zu bevorzugen.

## Verhalten
Über die Lebensweise der Polynesischen Erdtaube ist nahezu nichts bekannt. Einzelne Europäer, die sie im 19. Jahrhundert etwas genauer beobachten konnten, beschrieben sie als eine scheue, bodenbewohnende Taubenart, die fasanenähnlich auffliegt, wenn sie aufgeschreckt wird. Ihre Flügel erzeugen dabei ein burrendes Fluggeräusch als Instrumentallaut. Über die Fortpflanzungsbiologie dieser Art ist nichts bekannt.